# Liste der Schiffsverluste im Großen Nordischen Krieg
Die Liste der Schiffsverluste im Großen Nordischen Krieg listet alle Formen von Schiffszerstörungen der kriegsführenden Mächte im Großen Nordischen Krieg von 1700 bis 1721 auf. Der Krieg zur See wurde hauptsächlich von Schweden auf der einen und Dänemark, Russland und England auf der anderen Seite geführt.
Die Zahl hinter der Schiffsbezeichnung steht für die Anzahl der mitgeführten Schiffskanonen.

## Schwedische Schiffe
| Schiffsname                   | Beschreibung                                                                          | Datum              |
| ----------------------------- | ------------------------------------------------------------------------------------- | ------------------ |
| Mjöhund 6                     | von Russland erobert, Archangelsk                                                     | 7. Juli 1701       |
| Falk 6                        | von Russland erobert, Archangelsk                                                     | 7. Juli 1701       |
| Flundra 4                     | von Russland erobert, Peipussee                                                       | 10. Juni 1702      |
| Vivat 12                      | von Russland erobert, Peipussee                                                       | 21. Juli 1702      |
| ?                             | von Russland erobert, Peipussee                                                       | Juli 1702          |
| Zwei Boote                    | von Russland erobert, Ladogasee                                                       | 16. August 1702    |
| Gädda 10                      | von Russland erobert, Newa                                                            | 17. Mai 1703       |
| Astrild 8                     | von Russland erobert, Newa                                                            | 17. Mai 1703       |
| Carolus 12                    | von Russland erobert, Peipussee                                                       | 17. Mai 1704       |
| Wachtmeister 14               | von Russland erobert, Peipussee                                                       | 17. Mai 1704       |
| Ulrika 10                     | von Russland erobert, Peipussee                                                       | 17. Mai 1704       |
| Dorpat 10                     | von Russland erobert, Peipussee                                                       | 17. Mai 1704       |
| Victoria Vatblat 10           | von Russland erobert, Peipussee                                                       | 17. Mai 1704       |
| Vivat 10                      | von Russland erobert, Peipussee                                                       | 17. Mai 1704       |
| Elephant 8                    | von Russland erobert, Peipussee                                                       | 17. Mai 1704       |
| Narva 8                       | von Russland erobert, Peipussee                                                       | 17. Mai 1704       |
| Horn 4                        | von Russland erobert, Peipussee                                                       | 17. Mai 1704       |
| Nummers 4                     | von Russland erobert, Peipussee                                                       | 17. Mai 1704       |
| Schlippenbach 4               | von Russland erobert, Peipussee                                                       | 17. Mai 1704       |
| Strofeld 2                    | von Russland erobert, Peipussee                                                       | 17. Mai 1704       |
| Shutte 2                      | von Russland erobert, Peipussee                                                       | 17. Mai 1704       |
| Zwei Boote                    | von Russland erobert, Narva                                                           | 11. Juni 1704      |
| Jungfrau Maria                | von Russland erobert, Narva                                                           | 6. August 1704     |
| Santa Anna                    | von Russland erobert, Narva                                                           | 6. August 1704     |
| Sv. Petr                      | von Russland erobert, Narva                                                           | 6. August 1704     |
| Mozas                         | von Russland erobert, Narva                                                           | 6. August 1704     |
| Prorok Daniel                 | von Russland erobert, Narva                                                           | 6. August 1704     |
| Aleksandr                     | von Russland erobert, Narva                                                           | 6. August 1704     |
| Vier Galioten                 | von Russland erobert, Narva                                                           | 6. August 1704     |
| Öland 50                      | von England am 6. August 1704 erobert, freigegeben und als Totalverlust abgeschrieben | 15. Januar 1706    |
| Esper 4                       | von Russland erobert, vor Wyborg                                                      | 23. Oktober 1706   |
| Tre Kronor 86                 | auf Grund gelaufen und verbrannt, Køge Bugt                                           | 4. Oktober 1710    |
| Prinsessa Ulrika 80           | auf Grund gelaufen und verbrannt, Køge Bugt                                           | 4. Oktober 1710    |
| Ein Schoner                   | von russischen Gefangenen erobert                                                     | 1711               |
| ?? 11                         | von Russland erobert, Nordsee                                                         | 1711               |
| Svenske Sophia 20             | von Dänen erobert                                                                     | 1711               |
| Flyvende Mercurius 6          | von Dänen erobert                                                                     | 1711               |
| Ulv 2                         | von Dänen erobert                                                                     | 1712               |
| Sorte Adler 8                 | von Dänen erobert                                                                     | 1712               |
| Guldenstern 4                 | von Dänen erobert                                                                     | 1712               |
| Ein Boot                      | von Russland erobert                                                                  | 27. August 1712    |
| Kreft 25                      | von Russland erobert                                                                  | 30. August 1712    |
| Zwei Boote (2x8)              | von Russland erobert                                                                  | 30. August 1712    |
| Göta Lejon 18                 | von Dänen erobert                                                                     | 31. Maerz 1713     |
| Pacha 16                      | von Dänen erobert                                                                     | 16. Juni 1713      |
| Rev 8                         | von Dänen erobert                                                                     | 1713               |
| Eleonora                      | von Russland erobert, Stettin                                                         | 1713               |
| Viborg 36                     | als Totalverlust abgeschrieben                                                        | 1713               |
| Elefant 18                    | von Russen erobert und zerstört, Hangö                                                | 28. Juli 1714      |
| Örn 16                        | von Russen erobert und zerstört, Hangö                                                | 28. Juli 1714      |
| Trana 16                      | von Russen erobert und zerstört, Hangö                                                | 28. Juli 1714      |
| Grip 16                       | von Russen erobert und zerstört, Hangö                                                | 28. Juli 1714      |
| Laxa 12                       | von Russen erobert und zerstört, Hangö                                                | 28. Juli 1714      |
| Gädda 12                      | von Russen erobert und zerstört, Hangö                                                | 28. Juli 1714      |
| Hvalfisk 2                    | von Russen erobert und zerstört, Hangö                                                | 28. Juli 1714      |
| Flundra 6                     | von Russen erobert und zerstört, Hangö                                                | 28. Juli 1714      |
| Mort 4                        | von Russen erobert und zerstört, Hangö                                                | 28. Juli 1714      |
| Guldene Ulv 4                 | von Dänen erobert                                                                     | 1714               |
| Drei Freibeuter               | von Russland erobert, Ösel                                                            | 1714               |
| Enhörning 18                  | von Russland erobert                                                                  | 11. April 1715     |
| Esperance 11                  | von Russland erobert                                                                  | 12. April 1715     |
| Stockholm Gallej 10           | von Russland erobert                                                                  | 16. April 1715     |
| Prinsessan Hedvig Sophia 75   | von Dänen erobert und zerstört                                                        | 25. April 1715     |
| Nordstjerna 76                | von Dänen erobert                                                                     | 25. April 1715     |
| Södermanland 56               | von Dänen erobert                                                                     | 25. April 1715     |
| Göteborg 50                   | von Dänen erobert                                                                     | 25. April 1715     |
| Hvita Örn 30                  | von Dänen erobert                                                                     | 25. April 1715     |
| Falk 26                       | von Dänen erobert                                                                     | 25. April 1715     |
| Drei Fregatten                | auf Grund gelaufen und verbrannt, Rügen                                               | September 1715     |
| Vier Fregatten                | bei Stralsund zerstört                                                                | November 1715      |
| ?? 4                          | von Russland erobert                                                                  | 1715               |
| Putsweck 4                    | von Russland erobert                                                                  | 1715               |
| Snapop 2                      | von Russland erobert                                                                  | 1715               |
| Röde Hommer 8                 | von Russland erobert                                                                  | 1715               |
| Hummer 8                      | von Russland erobert                                                                  | 1715               |
| Landsorth 14                  | von Russland erobert                                                                  | 1715               |
| ? 36                          | von Alliierten erobert, Stralsund; in dänischen Diensten als "Stralsund"              | Januar 1716        |
| Stenbock 24                   | von Dänen erobert, Dynekilen-Fjord                                                    | 8. Juli 1716       |
| Proserpina 14                 | von Dänen erobert, Dynekilen                                                          | 8. Juli 1716       |
| Ulysses 6                     | von Dänen erobert, Dynekilen                                                          | 8. Juli 1716       |
| Lucretia 12                   | von Dänen erobert, Dynekilen                                                          | 8. Juli 1716       |
| Pollux 5                      | von Dänen erobert, Dynekilen                                                          | 8. Juli 1716       |
| ? 1                           | von Dänen erobert, Dynekilen                                                          | 8. Juli 1716       |
| Hecla                         | zerstört, Dynkilen                                                                    | 8. Juli 1716       |
| Hector                        | zerstört, Dynekilen                                                                   | 8. Juli 1716       |
| Ilderim 36                    | von England erobert, an Dänen verkauft, umbenannt in "Pommern"                        | Oktober 1716       |
| Fortuna 8                     | von Dänen erobert                                                                     | 1716               |
| Triumphant 8                  | von Dänen erobert, vor Göteborg                                                       | Mai 1717           |
| Hvalfisk 12                   | von Dänen erobert, vor Göteborg                                                       | Mai 1717           |
| Du Gala Gallej 8              | von Dänen erobert, vor Göteborg                                                       | Mai 1717           |
| Andromeda 10                  | von Dänen erobert, vor Göteborg                                                       | Mai 1717           |
| Island 28                     | von Dänen erobert                                                                     | Mai oder Juni 1717 |
| ? 16                          | von Russland erobert                                                                  | 1717               |
| Pollux 24                     | von Russland erobert                                                                  | 31. Juli 1717      |
| Riga 50                       | bei einem Unfall explodiert, Karlskrona                                               | 27. November 1717  |
| ? 14                          | von Russland erobert                                                                  | 1718               |
| Verschiedene kleine Fahrzeuge | von Russland erobert                                                                  | 1718               |
| zwei kleine Boote             | von Dänen zerstört, Idefjord                                                          | 22. Juli 1718      |
| La Revange 8                  | von Dänen erobert                                                                     | 1718               |
| ? 6                           | von Dänen erobert                                                                     | 1718               |
| Ga Pa 20 (Prahm)              | zerstört um Eroberung zu entgehen, Strömstad                                          | Juli 1719          |
| Bellona 14 (Galeere)          | zerstört um Eroberung zu entgehen, Strömstad                                          | Juli 1719          |
| Viktoria 10 (Galeere)         | zerstört um Eroberung zu entgehen, Strömstad                                          | Juli 1719          |
| Louisa 4 (Galeere)            | (ex-Dänisch) zerstört um Eroberung zu entgehen, Strömstad                             | Juli 1719          |
| Lucretia 12 (Galeere)         | (ex-Dänisch; ex-Schwedisch) zerstört um Eroberung zu entgehen, Strömstad              | Juli 1719          |
| Pollux 5 (Halb-Galeere)       | zerstört um Eroberung zu entgehen, Strömstad                                          | Juli 1719          |
| Luhr 22 (Halb-Galeere)        | zerstört um Eroberung zu entgehen, Strömstad                                          | Juli 1719          |
| Norske Merkurius 8            | von Dänen erobert                                                                     | 1719               |
| Lykkens Post 6                | von Dänen erobert                                                                     | 1719               |
| Hvita Örn 6                   | von Dänen erobert                                                                     | 1719               |
| Calmar 58                     | versenkt um Eroberung zu verhindern, Marstrand                                        | 24. Juli 1719      |
| Stettin 58                    | versenkt um Eroberung zu verhindern, Marstrand                                        | 24. Juli 1719      |
| Halmstad 54                   | versenkt um Eroberung zu verhindern, Marstrand                                        | 24. Juli 1719      |
| Frederika 52                  | versenkt um Eroberung zu verhindern, Marstrand                                        | 24. Juli 1719      |
| Warberg 52                    | von Dänen erobert                                                                     | 24. Juli 1719      |
| Pr. Fred. v. Hessen 49        | versenkt aber später von Dänen gehoben, Marstrand                                     | 24. Juli 1719      |
| Gref Mörner 49                | versenkt aber später von Dänen gehoben, Marstrand                                     | 24. Juli 1719      |
| Stabell 49                    | versenkt aber später von Dänen gehoben, Marstrand                                     | 24. Juli 1719      |
| Charlotta 38                  | versenkt aber später von Dänen gehoben, Marstrand                                     | 24. Juli 1719      |
| William 14 Galeere            | von Dänen erobert                                                                     | 24. Juli 1719      |
| Ge pa 18 (Prahm)              | von Dänen erobert                                                                     | 24. Juli 1719      |
| Castor 6 (Galeere)            | versenkt um Eroberung zu entgehen                                                     | 24. Juli 1719      |
| Diana 4                       | versenkt um Eroberung zu entgehen                                                     | 24. Juli 1719      |
| Zwei Feuerschiffe             | versenkt um Eroberung zu entgehen                                                     | 24. Juli 1719      |
| Prins Carl 7                  | (ex-Dänisch) erobert von Dänen, Göteborg                                              | 8. Oktober 1719    |
| Carolus XII 49                | von Dänen verbrannt                                                                   | 8. Oktober 1719    |
| Mörner                        | von Dänen verbrannt                                                                   | 8. Oktober 1719    |
| Wrede 22 (Galeere)            | von Dänen verbrannt                                                                   | 8. Oktober 1719    |
| Johannes den Gamle            | (ex-Dänisch) verbrannt von Dänen, Göteborg                                            | 8. Oktober 1719    |
| Ein Transportschiff           | verbrannt von Dänen, Göteborg                                                         | 8. Oktober 1719    |
| Wachtmeister 48               | von Russland erobert                                                                  | 4. Mai 1719        |
| Karlskrona Wapen 30           | von Russland erobert                                                                  | 4. Mai 1719        |
| Bernhardus 10                 | von Russland erobert                                                                  | 27. Juli 1720      |
| Stora Phoenix 34              | von russischen Galeeren erobert, Aland                                                | 27. Juli 1720      |
| Vainqueur 30                  | von russischen Galeeren erobert, Aland                                                | 27. Juli 1720      |
| Kiskin 22                     | von russischen Galeeren erobert, Aland                                                | 27. Juli 1720      |
| Danska Örn 18                 | (ex-dänisch) erobert von russischen Galeeren, Aland                                   | 27. Juli 1720      |
| Sechs Galeeren                | verbrannt um russischer Eroberung zu entgehen                                         | Juni 1721          |

## Dänische Schiffe
| Schiffsname                  | Beschreibung                                              | Datum              |
| ---------------------------- | --------------------------------------------------------- | ------------------ |
| Hummer 32                    | von Schweden auf der Elbe erobert                         | 1700               |
| Postillion 20                | als Totalverlust abgeschrieben, Westküste von Jylland     | 3. September 1706  |
| Dannebroge 82                | im Gefecht zerstört                                       | 4. Oktober 1710    |
| Svermer 16                   | zerstört, Anholt                                          | 1711               |
| Slesvig 50                   | untergegangen                                             | Oktober 1711       |
| Flyvende Dragon 16           | zerstört, West-Küste von Jylland                          | 3. Januar 1712     |
| ? 16                         | von Schweden erobert                                      | Juni 1712          |
| Hospitalschiff               | von Schweden erobert                                      | 4. September 1712  |
| Heyre 24                     | in Aktion gesunken                                        | 8. September 1712  |
| Forgyldte Abhorre 4          | zerstört, Jylland                                         | 1714               |
| Fredericus III. 56           | zerstört, Bergen                                          | 2. April 1714      |
| Lindorm 6                    | zerstört, Norwegen                                        | 4. April 1714      |
| Soorm 20                     | (ex-Schwedisch Göta Lejon) zerstört, Nordsee              | 1714               |
| Orn 20                       | von Schweden erobert                                      | April 1715         |
| ?                            | (ex-Schwedisch) in Aktion auf Grund gelaufen und zerstört | 1716               |
| Packa 16                     | zerstört, Anholt                                          | 1717               |
| Louisa 7 (Galeere)           | von Schweden zerstört, Göteborg                           | 15. Mai 1717       |
| Lucreti 13 (Galeere)         | ex-Schwedisch, erobert von Schweden, Göteborg             | 15. Mai 1717       |
| Andrikt 12                   | zerstört, Jylland                                         | 20. September 1717 |
| Pollux 5 (Galeere)           | ex-Schwedisch, erobert von Schweden                       | September 1717     |
| Ein Boot                     | erobert von Schweden                                      | September 1717     |
| Snarensvend 12               | verbrannt um Eroberung zu verhindern                      | März 1718          |
| Giötteborg 42                | ex-Schwedisch, zerstört, Island                           | 7. November 1718   |
| Prinds Christian 7 (Galeere) | von Schweden erobert                                      | 14. Juli 1719      |
| Prinds Calr 7 (Galeere)      | von Schweden erobert                                      | 12. September 1719 |
| Langemar                     | von Schweden erobert                                      | 12. September 1719 |
| Spydstag                     | von Schweden erobert                                      | 12. September 1719 |
| Johannes den Gamle           | von Schweden erobert                                      | 12. September 1719 |
| Ein Boot 12                  | zerstört                                                  | 1719               |

## Russische Schiffe
| Schiffsname              | Beschreibung                                                 | Datum             |
| ------------------------ | ------------------------------------------------------------ | ----------------- |
| Falk                     | (ex-Schwedisch) von Schweden erobert                         | Mai 1709          |
| ? 50                     | zerstört auf dem Ladogasee vor Indienststellung              | 1711              |
| Sv. Ilya 28              | zerstört                                                     | September 1712    |
| Vyborg 50                | auf Grund gelaufen und zerstört                              | 22. Juli 1713     |
| Bulinbruk 52             | von Schweden auf dem Weg nach Russland erobert               | 1713              |
| Sazan (Galeere)          | auf Grund gelaufen und von Schweden erobert, Hangö           | 6. August 1714    |
| ? (Galeere)              | bei Landtransport zerstört, Hangö                            | 6. August 1714    |
| Zwei Galeeren            | Untergegangen in Abo skargard                                | September 1714    |
| Fünf Galeeren            | bei Flottenunternehmung nach Schweden im Sturm untergegangen | Oktober 1714      |
| Sechs Galeeren           | westlich von Finnland untergegangen                          | Oktober 1714      |
| Transportschiff Royal 20 | zerstört nahe Göteborg                                       | November 1715     |
| Fortuna 48               | zerstört, Reval                                              | 21. November 1716 |
| Antonii 50               | zerstört, Reval                                              | 21. November 1716 |
| Lizet 16                 | zerstört, Norwegen                                           | 1716              |
| Printses 18              | zerstört, Westbaltikum                                       | 1716              |
| London 58                | zerstört, nahe Kronstadt                                     | 9. Oktober 1719   |
| Portsmut 52              | zerstört, nahe Kronstadt                                     | 9. Oktober 1719   |
| Zwei Galeeren            | versunken im Gefecht mit schwedischen Fregatten              | 7. August 1720    |
| Eendracht 32             | erobert von Schweden auf dem Weg nach Russland               | Juli 1720         |
| Nishtat 56               | zerstört, Ösel                                               | 23. November 1721 |

## Englische Schiffe
| Schiffsname | Beschreibung                    | Datum             |
| ----------- | ------------------------------- | ----------------- |
| Auguste 60  | zerstört an der dänischen Küste | 10. November 1716 |
| Monk 50     | zerstört nahe Great Yarmouth    | 24. November 1720 |